# Agrostis kufium
Agrostis kufium é uma espécie de gramínea do gênero Agrostis, pertencente à família Poaceae.